# Булгари (партия)
Българско национално обединение (БНО) е българска националистическа политическа партия. Председател на партията е Георги Георгиев – Готи.

## История
На 1 декември 2013 г. Асоциацията на българските пенсионери, Български наказателен отряд, Асоциация на агроекологичните производители и др. учредяват партия Българско национално обединение с председател Георги Георгиев. Партията се самоопределя като лявоцентристка и патриотична. БНО заявява, че ще се бори за пълна ревизия на статуквото, повишаване на жизнения стандарт чрез стимулиране на икономиката и предлагане на по-добри условия за малкия и среден бизнес.
На 20 март 2014 г. БНО е официално регистрирана от съда.
БНО участва на няколко избори, но получава по-голямо медийно внимание през 2016 г., когато издига за кандидат-президент Митьо Пищова. През 2019 г. издигат Евгения Банева за евродепутат, но скоро след това оттеглят подкрепата си за нея.
През февруари 2021 г. БНО става мандатоносител и предоставя листите си за парламентарните избори през април на Гражданска платформа „Българско Лято“, която е създадена от бизнесмена Васил Божков.

## Участия в избори
| година      | избори               | гласове | %     | резултат |
| ----------- | -------------------- | ------- | ----- | -------- |
| 2016        | Президент            | 14 974  | 0,39% | –        |
| 2017        | Народно събрание     | 3 921   | 0,11% | 0 / 240  |
| 2019        | Европейски парламент | 2 370   | 0,12% | 0 / 17   |
| април 2021* | Народно събрание     | 94 515  | 2,91% | 0 / 240  |

- На изборите през април 2021 г. участва като мандатоносител на Гражданска платформа „Българско Лято“.